# Hypoeschrus abyssinicus
Hypoeschrus abyssinicus är en skalbaggsart som beskrevs av Jordan 1894. Hypoeschrus abyssinicus ingår i släktet Hypoeschrus och familjen långhorningar.
Artens utbredningsområde är Kenya. Inga underarter finns listade i Catalogue of Life.